# ديبي ويليس

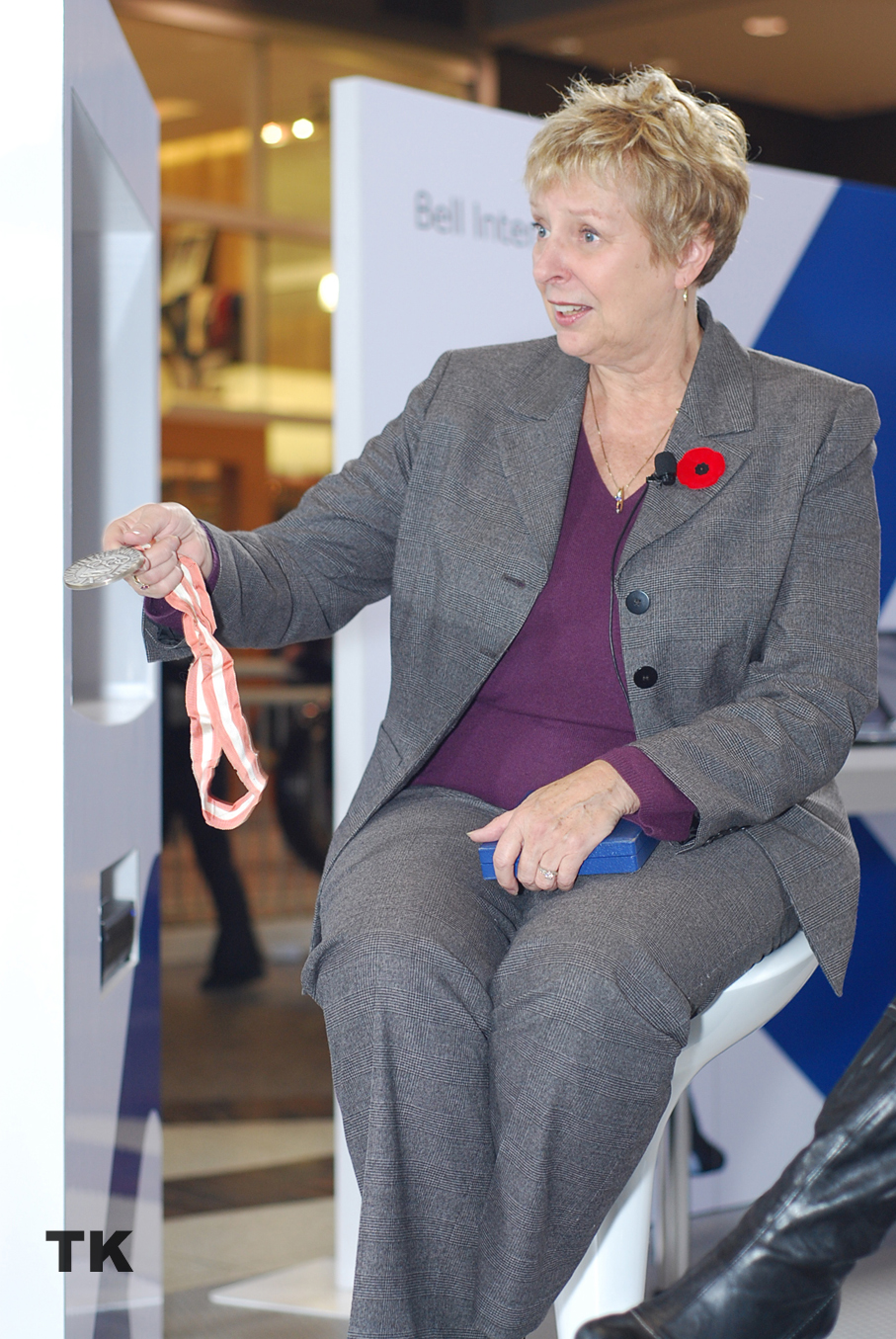
ويلكس في نوفمبر 2009

ديبي ويلكس (من مواليد 16 ديسمبر1946) هي لاعبة سابقة في رياضة التزلج على الجليد (زوجي) مع زميلها جاى ريفيل وهي كندية الجنسية، حصلت على البطولة الوطنية بكندا مرتين، وبطولة أمريكا الشمالية عام 1963، كما أنها صاحبة الميدالية الفضية بأولمبياد عام 1964.
- الحياة الشخصية والمهنية.
  - المسيرة المهنية.
  - أحداث هامة في حياة اللاعبة.

## الحياه الشخصية والمهنية
ولدت ويلكس في تورنتو يوم 16 ديسمبر عام  1946، وحصلت على شهادة في علم النفس من جامعة يورك بتقدير امتياز مع مرتبة الشرف، ثم شهاده الماجستير في علوم الإتصال من جامعة ميتشجان، وتزوجت من بروس مكوين.

### المسيرة المهنية
بدأ شغفها بالتزلج منذ عمر 5 سنوات، ثم قامت بأول محاولة تزلج  في عمر العاشرة مع أول زميل لها حتى إعتزل.
في عام 1958 بدأت مسيرتها في التزلج على الجليد مع جاي ريفيل الذي يكبرها بست سنوات بعد لقاء بينهما في مهرجان «يونيون فيل» للتزلج. كانت أطوال ويلكس وريفيل ملائمة في بداية شراكتهما، فحينما بلغت ويلكس السابعة عشر في عام 1963 كان طولها 5 أقدام و 5 إنشات (165 سم)، بينما بلغ طول ريفيل 5 أقدام و3 إنشات (163 سم) وكانا يتدربان تحت إشراف بروس هايلاند وكروبسي أرينا، كما قاما بتمثيل نادى «يونيون فيل» للتزلج على الجليد طوال مسيرتهم الرياضية.

### أحداث هامة في حياة اللاعبة
سقطت ويلكس أثناء جلسة تصوير صحفية سبقت بطولة العالم عام 1963، مما أدى إلى إصطدام رأسها بالجليد، وحدوث كسر في الجمجمة لديها، وعلى إثر ذلك إنسحب الزوجي ويلكس وريفل من البطولة.
توج الزوجي ويلكس وريفيل بالميدالية البرونزية في دورة الألعاب الشتوية بمدينة إنسبروك عام 1964،  بينما ذهبت الميدالية الذهبية للزوجي لودميلا بولوسوفا وأوليج بروتوبوبوف، وفاز بالميدالية الفضية الزوجى ماريكا كيليس وهانز يوجن باوملر، وبعد حصولهما على الميدالية البرونزية قى بطولة العالم بدورتموند عام 1964، إنفصل الُثنائي ويلكس وريفيل، حيت تابعت ويلكس دراستها، وإختير ريفيل لتقديم عروض إحترافية على الجليد.
في عام 1966، تم إعلام ويلكس وريفيل أن الزوجي الألماني ماريكا كيليس وهانز يوجن باوملر، المتوجان بالميدالية الفضية  في إنسبروك، قد تم تجريدهما من الميدالية بناء على تحقيق من اللجنة الأوليمبية الدولية، وهو التحقيق الذي كشف عن توقيعهما عقد إحترافي قبل الأولمبياد،  ثم قام مسئول اللجنة الأوليمبية الدوليه جيمس ورال بتتويجهام بالميدالية أثناء البطولة الكندية في بيترسبرج، إلا أنه لاحقاً تم إعادة الميدالية الفضية للثنائي كيليس وباوملر في السجلات، لكن لم توزع الميداليات مره أخرى.
وكشف تحقيق قامت به النيويورك تايمز في دسيمبر من عام 2013، أن اللجنة الأوليمبية الدولية أكدت أن الثنائي كيليس وباوملر والثنائى ويلكس وريفيل، قد تم تتويجهما بالميدالية الفضيه بأولمبياد 1964، بينما توج الثنائي جوزيف وجوزيف من الولايات المتحدة بالميدالية البرونزية، بالرغم من المعلومات الرسمية على موقعها الإلكتروني منذ سنوات، إلا أن اللجنة أكدت أن هذه هي النتيجة الرسمية المعلنة منذ عام  1987

### إعتزال اللاعبة
عملت ويلكس بعد إعتزالها كمحللة تلفزيونية لرياضة للتزلج على الجليد وكاتبة ومدربة، ومديرة التسويق والرعاية للإتحاد الكندي للعبة.